# 2007-es Tour de France

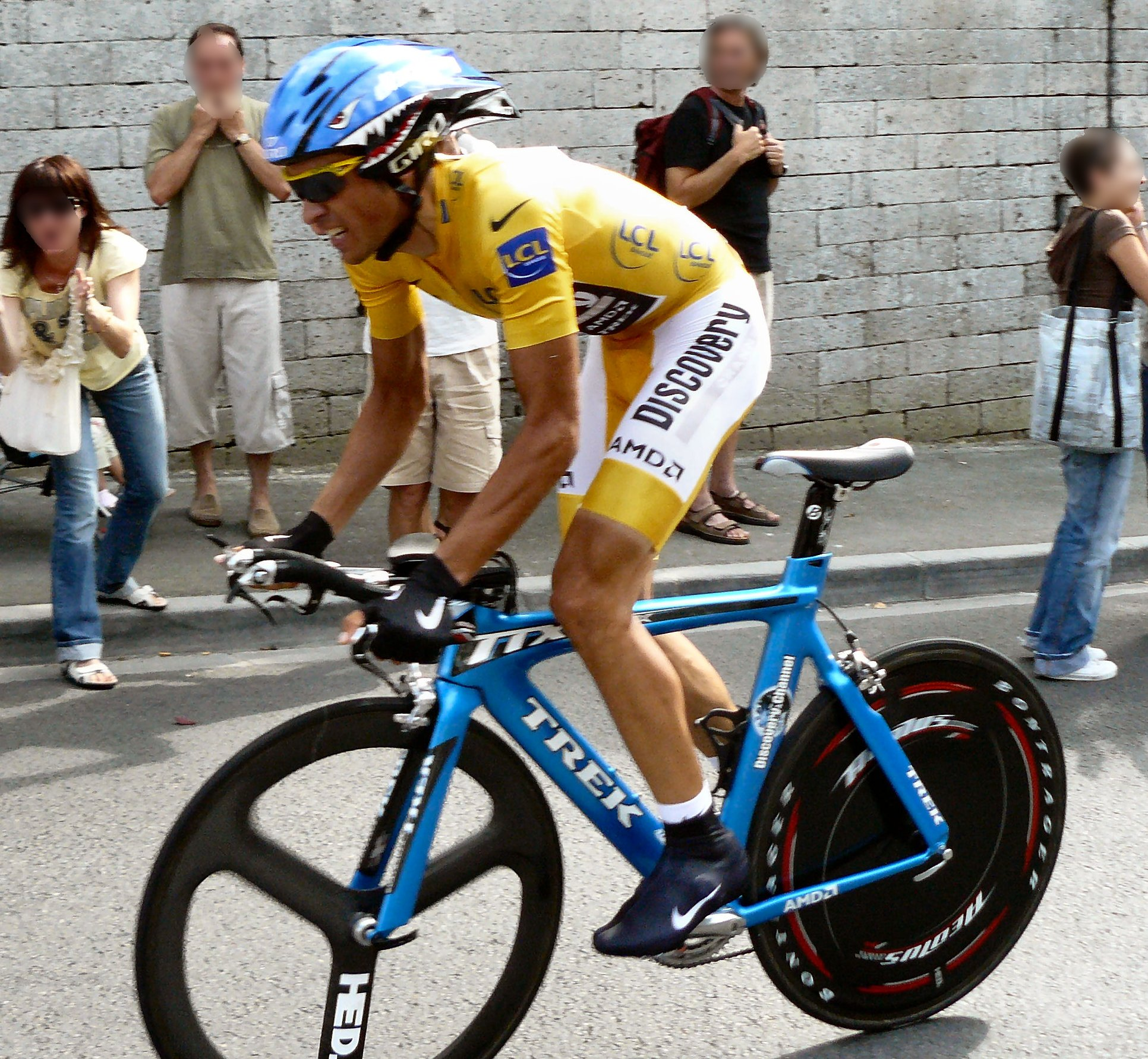
A végső győztes Contador verseny közben

A 2007-es Tour de France volt a 94. francia körverseny. 2007. július 7-e és július 29-e között rendezték. 20 szakaszt tartalmazott, a versenytáv 3569,9 km volt. 21 csapat 189 biciklistája vágott neki a távnak, ebből 141-en értek célba.

## Részt vevő csapatok
- Amerikai Egyesült Államok

Discovery Channel Pro Cycling Team
- Belgium

Quick Step
Predictor-Lotto
- Dánia

Team CSC
- Egyesült Királyság

Barloworld
- Franciaország

AG2R Prévoyance
Agritubel
Bouygues Télécom
Cofidis
Crédit Agricole
Française des Jeux
- Hollandia

Rabobank
- Németország

Team Gerolsteiner
T-Mobile Team
- Olaszország

Lampre-Fondital
Liquigas
Team Milram
- Spanyolország

Caisse d'Epargne
Euskaltel-Euskadi
Saunier Duval-Prodir
- Svájc

Astana Team

## Szakaszok

### Prologue -július 7.,2007:London>London, 7,9km (egyéni időfutam)
|    | Versenyző          | Csapat             | Idő    |
| -- | ------------------ | ------------------ | ------ |
| 1  | Fabian Cancellara  | Team CSC           | 8' 50" |
| 2  | Andreas Klöden     | Astana             | + 13"  |
| 3  | George Hincapie    | Discovery Channel  | + 23"  |
| 4  | Bradley Wiggins    | Cofidis            | + 23"  |
| 5  | Vlagyimir Guszev   | Discovery Channel  | + 25"  |
| 6  | Vlagyimir Karpec   | Caisse d'Epargne   | + 26"  |
| 7  | Alexandr Vinokurov | Astana             | + 30"  |
| 8  | Thomas Dekker      | Rabobank           | + 31"  |
| 9  | Manuel Quinziato   | Liquigas           | + 32"  |
| 10 | Benoît Vaugrenard  | Française des Jeux | + 32"  |

|    | Versenyző            | Csapat             | Idő    |
| -- | -------------------- | ------------------ | ------ |
| 1  | Fabian Cancellara    | Team CSC           | 8' 50" |
| 2  | Andreas Klöden       | Astana             | + 13"  |
| 3  | George Hincapie      | Discovery Channel  | + 23"  |
| 4  | Bradley Wiggins      | Cofidis            | + 23"  |
| 5  | Vlagyimir Guszev     | Discovery Channel  | + 25"  |
| 6  | Vlagyimir Karpec     | Caisse d'Epargne   | + 26"  |
| 7  | Alekszandr Vinokurov | Astana             | + 30"  |
| 8  | Thomas Dekker        | Rabobank           | + 31"  |
| 9  | Manuel Quinziato     | Liquigas           | + 32"  |
| 10 | Benoît Vaugrenard    | Française des Jeux | + 32"  |

### 1. szakasz -2007.július 8.-London>Canterbury, 203km
|    | Versenyző          | Csapat               | Idő        |
| -- | ------------------ | -------------------- | ---------- |
| 1  | Robbie McEwen      | Predictor-Lotto      | 4h 39' 01" |
| 2  | Thor Hushovd       | Crédit Agricole      | a.i.       |
| 3  | Tom Boonen         | Quick Step           | a.i.       |
| 4  | Sébastien Chavanel | Française des Jeux   | a.i.       |
| 5  | Romain Feillu      | Agritubel            | a.i.       |
| 6  | Robert Förster     | Gerolsteiner         | a.i.       |
| 7  | Óscar Freire       | Rabobank             | a.i.       |
| 8  | Marcus Burghardt   | T-Mobile Team        | a.i.       |
| 9  | Francisco Ventoso  | Saunier Duval-Prodir | a.i.       |
| 10 | Tomas Vaitkus      | Discovery Channel    | a.i.       |

|    | Versenyző            | Csapat               | Idő        |
| -- | -------------------- | -------------------- | ---------- |
| 1  | Fabian Cancellara    | Team CSC             | 4h 47' 51" |
| 2  | Andreas Klöden       | Astana               | + 13"      |
| 3  | David Millar         | Saunier Duval-Prodir | + 21"      |
| 4  | George Hincapie      | Discovery Channel    | + 23"      |
| 5  | Bradley Wiggins      | Cofidis              | + 23"      |
| 6  | Vlagyimir Guszev     | Discovery Channel    | + 25"      |
| 7  | Vlagyimir Karpec     | Caisse d'Epargne     | + 26"      |
| 8  | Thor Hushovd         | Crédit Agricole      | + 29"      |
| 9  | Alekszandr Vinokurov | Astana Team          | + 30"      |
| 10 | Thomas Dekker        | Rabobank             | + 31"      |

### 2. szakasz -2007.július 9.-Dunkerque>Gent, 168,5km
|    | Versenyző          | Csapat             | Idő        |
| -- | ------------------ | ------------------ | ---------- |
| 1  | Gert Steegmans     | Quick Step         | 3h 48' 22" |
| 2  | Tom Boonen         | Quick Step         | a.i.       |
| 3  | Filippo Pozzato    | Liquigas           | a.i.       |
| 4  | Robert Hunter      | Barloworld         | a.i.       |
| 5  | Romain Feillu      | Agritubel          | a.i.       |
| 6  | Robbie McEwen      | Predictor-Lotto    | a.i.       |
| 7  | Erik Zabel         | Team Milram        | a.i.       |
| 8  | Heinrich Haussler  | Gerolsteiner       | a.i.       |
| 9  | Óscar Freire       | Rabobank           | a.i.       |
| 10 | Sébastien Chavanel | Française des Jeux | a.i.       |

|    | Versenyző            | Csapat               | Idő        |
| -- | -------------------- | -------------------- | ---------- |
| 1  | Fabian Cancellara    | Team CSC             | 8h 36' 13" |
| 2  | Andreas Klöden       | Astana               | + 13"      |
| 3  | David Millar         | Saunier Duval-Prodir | + 21"      |
| 4  | George Hincapie      | Discovery Channel    | + 23"      |
| 5  | Bradley Wiggins      | Cofidis              | + 23"      |
| 6  | Vlagyimir Guszev     | Discovery Channel    | + 25"      |
| 7  | Tom Boonen           | Quick Step           | + 26"      |
| 8  | Vladimir Karpec      | Caisse d'Epargne     | + 26"      |
| 9  | Thor Hushovd         | Crédit Agricole      | + 29"      |
| 10 | Alekszandr Vinokurov | Astana Team          | + 30"      |

### 3. szakasz -2007.július 10.-Waregem>Compiègne, 236km
|    | Versenyző         | Csapat          | Idő        |
| -- | ----------------- | --------------- | ---------- |
| 1  | Fabian Cancellara | Team CSC        | 6h 36' 15" |
| 2  | Erik Zabel        | Team Milram     | a.i.       |
| 3  | Danilo Napolitano | Lampre          | a.i.       |
| 4  | Tom Boonen        | Quick Step      | a.i.       |
| 5  | Robert Hunter     | Barloworld      | a.i.       |
| 6  | Robert Förster    | Gerolsteiner    | a.i.       |
| 7  | Robbie McEwen     | Predictor-Lotto | a.i.       |
| 8  | Bernhard Eisel    | T-Mobile Team   | a.i.       |
| 9  | Mark Cavendish    | T-Mobile Team   | a.i.       |
| 10 | Heinrich Haussler | Gerolsteiner    | a.i.       |

|    | Versenyző         | Csapat               | Idő         |
| -- | ----------------- | -------------------- | ----------- |
| 1  | Fabian Cancellara | Team CSC             | 15h 12' 08" |
| 2  | Andreas Klöden    | Astana Team          | + 33"       |
| 3  | David Millar      | Saunier Duval-Prodir | + 41"       |
| 4  | George Hincapie   | Discovery Channel    | + 43"       |
| 5  | Bradley Wiggins   | Cofidis              | + 43"       |
| 6  | Vlagyimir Guszev  | Discovery Channel    | + 45"       |
| 7  | Tom Boonen        | Quick Step           | + 46"       |
| 8  | Vlagyimir Karpec  | Caisse d'Epargne     | + 46"       |
| 9  | Thor Hushovd      | Crédit Agricole      | + 49"       |
| 10 | Mikel Astarloza   | Euskaltel-Euskadi    | + 49"       |

### 4. szakasz -2007.július 11.-Villers-Cotterêts>Joigny, 193km
|    | Versenyző          | Csapat             | Idő        |
| -- | ------------------ | ------------------ | ---------- |
| 1  | Thor Hushovd       | Crédit Agricole    | 4h 37' 47" |
| 2  | Robert Hunter      | Barloworld         | a.i.       |
| 3  | Óscar Freire       | Rabobank           | a.i.       |
| 4  | Erik Zabel         | Team Milram        | a.i.       |
| 5  | Danilo Napolitano  | Lampre-Fondital    | a.i.       |
| 6  | Gert Steegmans     | Quick Step         | a.i.       |
| 7  | Robert Förster     | Team Gerolsteiner  | a.i.       |
| 8  | Tom Boonen         | Quick Step         | a.i.       |
| 9  | Sébastien Chavanel | Française des Jeux | a.i.       |
| 10 | Mark Cavendish     | T-Mobile Team      | a.i.       |

|    | Versenyző         | Csapat               | Idő         |
| -- | ----------------- | -------------------- | ----------- |
| 1  | Fabian Cancellara | Team CSC             | 19h 49' 55" |
| 2  | Thor Hushovd      | Crédit Agricole      | + 29"       |
| 3  | Andreas Klöden    | Astana               | + 33"       |
| 4  | David Millar      | Saunier Duval-Prodir | + 41"       |
| 5  | George Hincapie   | Discovery Channel    | + 43"       |
| 6  | Bradley Wiggins   | Cofidis              | + 43"       |
| 7  | Sylvain Chavanel  | Cofidis              | + 44"       |
| 8  | Vlagyimir Guszev  | Discovery Channel    | + 45"       |
| 9  | Tom Boonen        | Quick Step           | + 46"       |
| 10 | Vlagyimir Karpec  | Caisse d'Epargne     | + 46"       |

### 5. szakasz -2007.július 12.-Chablis>Autun, 182,5km
|    | Versenyző         | Csapat            | Idő        |
| -- | ----------------- | ----------------- | ---------- |
| 1  | Filippo Pozzato   | Liquigas          | 4h 39' 01" |
| 2  | Óscar Freire      | Rabobank          | a.i.       |
| 3  | Daniele Bennati   | Lampre-Fondital   | a.i.       |
| 4  | Kim Kirchen       | T-Mobilt Team     | a.i.       |
| 5  | Erik Zabel        | Team Milram       | a.i.       |
| 6  | George Hincapie   | Discovery Channel | a.i.       |
| 7  | Cristian Moreni   | Cofidis           | a.i.       |
| 8  | Stefan Schumacher | Team Gerolsteiner | a.i.       |
| 9  | Bram Tankink      | Quick Step        | a.i.       |
| 10 | Jérôme Pineau     | Bouygues Télécom  | a.i.       |

|    | Versenyző         | Csapat               | Idő         |
| -- | ----------------- | -------------------- | ----------- |
| 1  | Fabian Cancellara | Team CSC             | 24h 28' 56" |
| 2  | Andreas Klöden    | Astana               | + 33"       |
| 3  | Filippo Pozzato   | Liquigas             | + 35"       |
| 4  | David Millar      | Saunier Duval-Prodir | + 41"       |
| 5  | George Hincapie   | Discovery Channel    | + 43"       |
| 6  | Vlagyimir Guszev  | Discovery Channel    | + 45"       |
| 7  | Vlagyimir Karpec  | Caisse d'Epargne     | + 46"       |
| 8  | Mikel Astarloza   | Euskaltel-Euskadi    | + 49"       |
| 9  | Thomas Dekker     | Rabobank             | + 51"       |
| 10 | Benoît Vaugrenard | Française des Jeux   | + 52"       |

### 6. szakasz -2007.július 13.-Semur-en-Auxois>Bourg-en-Bresse, 199,5km
|    | Versenyző          | Csapat             | Idő        |
| -- | ------------------ | ------------------ | ---------- |
| 1  | Tom Boonen         | Quick Step         | 5h 20' 59" |
| 2  | Óscar Freire       | Rabobank           | a.i.       |
| 3  | Erik Zabel         | Astana             | a.i.       |
| 4  | Sébastien Chavanel | Française des Jeux | a.i.       |
| 5  | Thor Hushovd       | Crédit Agricole    | a.i.       |
| 6  | Daniele Bennati    | Lampre-Fondital    | a.i.       |
| 7  | Robert Förster     | Team Gerolsteiner  | a.i.       |
| 8  | Robert Hunter      | Barloworld         | a.i.       |
| 9  | Romain Feillu      | Agritubel          | a.i.       |
| 10 | Murilo Fischer     | Liquigas           | a.i.       |

|    | Versenyző         | Csapat               | Idő         |
| -- | ----------------- | -------------------- | ----------- |
| 1  | Fabian Cancellara | Team CSC             | 29h 49' 55" |
| 2  | Andreas Klöden    | Astana               | + 33"       |
| 3  | Filippo Pozzato   | Liquigas             | + 35"       |
| 4  | David Millar      | Saunier Duval-Prodir | + 41"       |
| 5  | George Hincapie   | Discovery Channel    | + 43"       |
| 6  | Óscar Freire      | Rabobank             | + 43"       |
| 7  | Vlagyimir Guszev  | Discovery Channel    | + 45"       |
| 8  | Vlagyimir Karpec  | Caisse d'Epargne     | + 46"       |
| 9  | Erik Zabel        | Team Milram          | + 48"       |
| 10 | Mikel Astarloza   | Euskaltel-Euskadi    | + 49"       |

### 7. szakasz -2007.július 14.-Bourg-en-Bresse>Le Grand-Bornand, 197,5km
|    | Versenyző          | Csapat               | Idő        |
| -- | ------------------ | -------------------- | ---------- |
| 1  | Linus Gerdemann    | T-Mobile Team        | 4h 53' 13" |
| 2  | Iñigo Landaluze    | Euskaltel-Euskadi    | + 40"      |
| 3  | David de la Fuente | Saunier Duval-Prodir | + 1' 39"   |
| 4  | Mauricio Soler     | Barloworld           | + 2' 14"   |
| 5  | Laurent Lefèvre    | Bouygues Télécom     | + 2' 21"   |
| 6  | Fabian Wegmann     | Team Gerolsteiner    | + 3' 32"   |
| 7  | Juan Manuel Gárate | Quick Step           | + 3' 38"   |
| 8  | Xavier Florencio   | Bouygues Télécom     | + 3' 38"   |
| 9  | Christophe Moreau  | AG2R Prévoyance      | + 3' 38"   |
| 10 | Alejandro Valverde | Caisse d'Epargne     | + 3' 38"   |

|    | Versenyző          | Csapat               | Idő         |
| -- | ------------------ | -------------------- | ----------- |
| 1  | Linus Gerdemann    | T-Mobile Team        | 34h 43' 40" |
| 2  | Iñigo Landaluze    | Euskaltel-Euskadi    | + 1' 24"    |
| 3  | David de la Fuente | Saunier Duval-Prodir | + 2' 45"    |
| 4  | Laurent Lefèvre    | Bouygues Télécom     | + 2' 55"    |
| 5  | Mauricio Soler     | Barloworld           | + 3' 05"    |
| 6  | Andreas Klöden     | Astana Team          | + 3' 39"    |
| 7  | Vlagyimir Guszev   | Discovery Channel    | + 3' 51"    |
| 8  | Vlagyimir Karpec   | Caisse d'Epargne     | + 3' 52"    |
| 9  | Mikel Astarloza    | Euskaltel-Euskadi    | + 3' 55"    |
| 10 | Thomas Dekker      | Rabobank             | + 3' 57"    |

### 8. szakasz -2007.július 15.-Le Grand-Bornand>Tignes, 165km
|    | Versenyző          | Csapat               | Idő        |
| -- | ------------------ | -------------------- | ---------- |
| 1  | Michael Rasmussen  | Rabobank             | 4h 49' 40" |
| 2  | Iban Mayo          | Saunier Duval-Prodir | + 2' 47"   |
| 3  | Alejandro Valverde | Caisse d'Epargne     | + 3' 12"   |
| 4  | Christophe Moreau  | AG2R Prévoyance      | + 3' 13"   |
| 5  | Fränk Schleck      | Team CSC             | + 3' 13"   |
| 6  | Cadel Evans        | Predictor-Lotto      | + 3' 13"   |
| 7  | Andrej Kasecskin   | Astana Team          | + 3' 13"   |
| 8  | Alberto Contador   | Discovery Channel    | + 3' 38"   |
| 9  | Gyenyisz Menysov   | Rabobank             | + 3' 35"   |
| 10 | Carlos Sastre      | Team CSC             | + 3' 35"   |

|    | Versenyző          | Csapat               | Idő         |
| -- | ------------------ | -------------------- | ----------- |
| 1  | Michael Rasmussen  | Rabobank             | 39h 37' 42" |
| 2  | Linus Gerdemann    | T-Mobile Team        | + 43"       |
| 3  | Iban Mayo          | Saunier Duval-Prodir | + 2' 39"    |
| 4  | Alejandro Valverde | Caisse d'Epargne     | + 2' 51"    |
| 5  | Andrej Kasecskin   | Astana Team          | + 2' 52"    |
| 6  | Cadel Evans        | Predictor-Lotto      | + 2' 53"    |
| 7  | Christophe Moreau  | AG2R Prévoyance      | + 3' 06"    |
| 8  | Alberto Contador   | Discovery Channel    | + 3' 10"    |
| 9  | Fränk Schleck      | Team CSC             | + 3' 14"    |
| 10 | Gyenyisz Menysov   | Rabobank             | + 3' 19"    |

### 9. szakasz -2007.július 17.-Val-d’Isère>Briançon, 159,5km
|    | Versenyző          | Csapat               | Idő        |
| -- | ------------------ | -------------------- | ---------- |
| 1  | Mauricio Soler     | Barloworld           | 4h 14' 24" |
| 2  | Alejandro Valverde | Caisse d'Epargne     | + 38"      |
| 3  | Cadel Evans        | Predictor-Lotto      | + 38"      |
| 4  | Alberto Contador   | Discovery Channel    | + 40"      |
| 5  | Iban Mayo          | Saunier Duval-Prodir | + 42"      |
| 6  | Michael Rasmussen  | Rabobank             | + 42"      |
| 7  | Levi Leipheimer    | Discovery Channel    | + 42"      |
| 8  | Kim Kirchen        | T-Mobile Team        | + 46"      |
| 9  | Andreas Klöden     | Astana Team          | + 46"      |
| 10 | Carlos Sastre      | Team CSC             | + 46"      |

|    | Versenyző          | Csapat               | Idő         |
| -- | ------------------ | -------------------- | ----------- |
| 1  | Michael Rasmussen  | Rabobank             | 43h 52' 38" |
| 2  | Alejandro Valverde | Caisse d'Epargne     | + 2' 35"    |
| 3  | Iban Mayo          | Saunier Duval-Prodir | + 2' 39"    |
| 4  | Cadel Evans        | Predictor-Lotto      | + 2' 41"    |
| 5  | Alberto Contador   | Discovery Channel    | + 3' 05"    |
| 6  | Christophe Moreau  | AG2R Prévoyance      | + 3' 18"    |
| 7  | Carlos Sastre      | Team CSC             | + 3' 39"    |
| 8  | Andreas Klöden     | Astana Team          | + 3' 50"    |
| 9  | Levi Leipheimer    | Discovery Channel    | + 3' 53"    |
| 10 | Kim Kirchen        | T-Mobile Team        | + 5' 06"    |

### 10. szakasz -2007.július 18.-Tallard>Marseille, 229,5km
|    | Versenyző             | Csapat             | Idő        |
| -- | --------------------- | ------------------ | ---------- |
| 1  | Cedric Vasseur        | Quick Step         | 5h 20' 24" |
| 2  | Sandy Casar           | Française des Jeux | s.t.       |
| 3  | Michael Albasini      | Liquigas           | s.t.       |
| 4  | Patrice Halgand       | Crédit Agricole    | s.t.       |
| 5  | Jens Voigt            | Team CSC           | s.t.       |
| 6  | Staf Scheirlinckx     | Cofidis            | + 36"      |
| 7  | Paolo Bossoni         | Lampre-Fondital    | + 36"      |
| 8  | Marcus Burghardt      | T-Mobile Team      | + 1' 01"   |
| 9  | Alekszandr Kucsinszki | Liquigas           | + 2' 34"   |
| 10 | Juan Antonio Flecha   | Rabobank           | + 2' 34"   |

|    | Versenyző          | Csapat               | Idő         |
| -- | ------------------ | -------------------- | ----------- |
| 1  | Michael Rasmussen  | Rabobank             | 49h 23' 48" |
| 2  | Alejandro Valverde | Caisse d'Epargne     | + 2' 35"    |
| 3  | Iban Mayo          | Saunier Duval-Prodir | + 2' 39"    |
| 4  | Cadel Evans        | Predictor-Lotto      | + 2' 41"    |
| 5  | Alberto Contador   | Discovery Channel    | + 3' 08"    |
| 6  | Christophe Moreau  | AG2R Prévoyance      | + 3' 18"    |
| 7  | Carlos Sastre      | Team CSC             | + 3' 39"    |
| 8  | Andreas Klöden     | Astana Team          | + 3' 50"    |
| 9  | Levi Leipheimer    | Discovery Channel    | + 3' 53"    |
| 10 | Kim Kirchen        | T-Mobile Team        | + 5' 06"    |

### 11. szakasz -2007.július 19.-Marseille>Montpellier, 182,5km
|    | Versenyző         | Csapat             | Idő        |
| -- | ----------------- | ------------------ | ---------- |
| 1  | Robert Hunter     | Barloworld         | 3h 47' 50" |
| 2  | Fabian Cancellara | Team CSC           | s.t.       |
| 3  | Murilo Fischer    | Liquigas           | s.t.       |
| 4  | Filippo Pozzato   | Liquigas           | s.t.       |
| 5  | Alessandro Ballan | Lampre-Fondital    | s.t.       |
| 6  | Paolo Bossoni     | Lampre-Fondital    | s.t.       |
| 7  | Claudio Corioni   | Lampre-Fondital    | s.t.       |
| 8  | Philippe Gilbert  | Française des Jeux | s.t.       |
| 9  | William Bonnet    | Crédit Agricole    | s.t.       |
| 10 | Kim Kirchen       | T-Mobile Team      | s.t.       |

|    | Versenyző          | Csapat               | Idő         |
| -- | ------------------ | -------------------- | ----------- |
| 1  | Michael Rasmussen  | Rabobank             | 53h 11' 45" |
| 2  | Alejandro Valverde | Caisse d'Epargne     | + 2' 35"    |
| 3  | Iban Mayo          | Saunier Duval-Prodir | + 2' 39"    |
| 4  | Cadel Evans        | Predictor-Lotto      | + 2' 41"    |
| 5  | Alberto Contador   | Discovery Channel    | + 3' 08"    |
| 6  | Carlos Sastre      | Team CSC             | + 3' 39"    |
| 7  | Andreas Klöden     | Astana Team          | + 3' 50"    |
| 8  | Levi Leipheimer    | Discovery Channel    | + 3' 53"    |
| 9  | Kim Kirchen        | T-Mobile Team        | + 5' 06"    |
| 10 | Mikel Astarloza    | Euskaltel-Euskadi    | + 5' 20"    |

### 12. szakasz -2007.július 20.-Montpellier>Castres, 178,5km
|    | Versenyző          | Csapat             | Idő        |
| -- | ------------------ | ------------------ | ---------- |
| 1  | Tom Boonen         | Quick Step         | 4h 25' 32" |
| 2  | Erik Zabel         | Team Milram        | s.t.       |
| 3  | Robert Hunter      | Barloworld         | s.t.       |
| 4  | Daniele Bennati    | Lampre             | s.t.       |
| 5  | Thor Hushovd       | Crédit Agricole    | s.t.       |
| 6  | Bernhard Eisel     | T-Mobile Team      | s.t.       |
| 7  | Sébastien Chavanel | Française des Jeux | s.t.       |
| 8  | Nicolas Jalabert   | AG2R Prévoyance    | s.t.       |
| 9  | Robert Förster     | Team Gerolsteiner  | s.t.       |
| 10 | Andrej Kasecskin   | Astana Team        | s.t.       |

|    | Versenyző          | Csapat               | Idő         |
| -- | ------------------ | -------------------- | ----------- |
| 1  | Michael Rasmussen  | Rabobank             | 57h 37' 10" |
| 2  | Alejandro Valverde | Caisse d'Epargne     | + 2' 35"    |
| 3  | Iban Mayo          | Saunier Duval-Prodir | + 2' 39"    |
| 4  | Cadel Evans        | Predictor-Lotto      | + 2' 41"    |
| 5  | Alberto Contador   | Discovery Channel    | + 3' 08"    |
| 6  | Carlos Sastre      | Team CSC             | + 3' 39"    |
| 7  | Andreas Klöden     | Astana Team          | + 3' 50"    |
| 8  | Levi Leipheimer    | Discovery Channel    | + 3' 53"    |
| 9  | Kim Kirchen        | T-Mobile Team        | + 5' 06"    |
| 10 | Mikel Astarloza    | Euskaltel-Euskadi    | + 5' 20"    |

### 13. szakasz -2007.július 21.-Albi>Albi, 54km (egyéni időfutam)
|    | Versenyző          | Csapat            | Idő        |
| -- | ------------------ | ----------------- | ---------- |
| 1  | Cadel Evans        | Predictor-Lotto   | 1h 07' 48" |
| 2  | Andreas Klöden     | Astana Team       | + 25"      |
| 3  | Andrej Kasecskin   | Astana Team       | + 30"      |
| 4  | Bradley Wiggins    | Cofidis           | + 1' 00"   |
| 5  | Jaroszlav Popovics | Discovery Channel | + 1' 02"   |
| 6  | Alberto Contador   | Discovery Channel | + 1' 04"   |
| 7  | Sylvain Chavanel   | Cofidis           | + 1' 24"   |
| 8  | Levi Leipheimer    | Discovery Channel | + 1' 25"   |
| 9  | Mikel Astarloza    | Euskaltel-Euskadi | + 1' 28"   |
| 10 | Michael Rasmussen  | Rabobank          | + 1' 41"   |

|    | Versenyző            | Csapat            | Idő         |
| -- | -------------------- | ----------------- | ----------- |
| 1  | Michael Rasmussen    | Rabobank          | 58h 46' 39" |
| 2  | Cadel Evans          | Predictor-Lotto   | + 1' 00"    |
| 3  | Alberto Contador     | Discovery Channel | + 2' 31"    |
| 4  | Andreas Klöden       | Astana Team       | + 2' 34"    |
| 5  | Levi Leipheimer      | Discovery Channel | + 3' 37"    |
| 6  | Andrej Kasecskin     | Astana Team       | + 4' 23"    |
| 7  | Carlos Sastre        | Team CSC          | + 4' 45"    |
| 8  | Mikel Astarloza      | Euskaltel-Euskadi | + 5' 07"    |
| 9  | Alekszandr Vinokurov | Astana Team       | + 5' 10"    |
| 10 | Kim Kirchen          | T-Mobile Team     | + 5' 29"    |

### 14. szakasz -2007.július 22.-Mazamet>Plateau-de-Beille, 197km
|    | Versenyző          | Csapat            | Idő        |
| -- | ------------------ | ----------------- | ---------- |
| 1  | Alberto Contador   | Discovery Channel | 5h 25' 48" |
| 2  | Michael Rasmussen  | Rabobank          | s.t.       |
| 3  | Mauricio Soler     | Barloworld        | + 37"      |
| 4  | Levi Leipheimer    | Discovery Channel | + 40"      |
| 5  | Carlos Sastre      | Team CSC          | + 53"      |
| 6  | Andreas Klöden     | Astana Team       | + 1' 52"   |
| 7  | Cadel Evans        | Predictor-Lotto   | + 1' 52"   |
| 8  | Antonio Colom      | Astana Team       | + 2' 23"   |
| 9  | Andrej Kasecskin   | Astana Team       | + 2' 23"   |
| 10 | Jaroszlav Popovics | Discovery Channel | + 3' 06"   |

|    | Versenyző          | Csapat            | Idő         |
| -- | ------------------ | ----------------- | ----------- |
| 1  | Michael Rasmussen  | Rabobank          | 64h 12' 15" |
| 2  | Alberto Contador   | Discovery Channel | + 2' 23"    |
| 3  | Cadel Evans        | Predictor-Lotto   | + 3' 04"    |
| 4  | Levi Leipheimer    | Discovery Channel | + 4' 29"    |
| 5  | Andreas Klöden     | Astana            | + 4' 38"    |
| 6  | Carlos Sastre      | Team CSC          | + 5' 50"    |
| 7  | Andrej Kasecskin   | Astana Team       | + 6' 58"    |
| 8  | Mikel Astarloza    | Euskaltel-Euskadi | + 8' 25"    |
| 9  | Alejandro Valverde | Caisse d'Epargne  | + 9' 45"    |
| 10 | Jaroszlav Popovics | Discovery Channel | + 10' 55"   |

### 15. szakasz -2007.július 23.-Foix>Loudenvielle, 196km
Alekszandr Vinokurovot kizárták doppingfogyasztás miatt. Az Astana csapat többi versenyzője, köztük Andreas Klöden, és Andrej Kasecskin visszalépett.
|    | Versenyző            | Csapat                | Idő        |
| -- | -------------------- | --------------------- | ---------- |
| 1  | Kim Kirchen          | T-Mobile Team         | 5h 35' 19" |
| 2  | Haimar Zubeldia      | Euskaltel-Euskadi     | s.t.       |
| 3  | Juan José Cobo       | Saunier Dauval-Prodir | + 7"       |
| 4  | Juan Manuel Garate   | Quick Step            | + 1' 23"   |
| 5  | David Arroyo         | Caisse d'Epargne      | + 2' 32"   |
| 6  | Bernhard Kohl        | Team Gerolsteiner     | + 3' 34"   |
| 7  | Christian Vandevelde | Team CSC              | + 3' 34"   |
| 8  | Ludovic Turpin       | AG2R Prévoyance       | + 4' 25"   |
| 9  | Alberto Contador     | Discovery Channel     | + 4' 40"   |
| 10 | Michael Rasmussen    | Rabobank              | + 4' 40"   |

|    | Versenyző          | Csapat            | Idő         |
| -- | ------------------ | ----------------- | ----------- |
| 1  | Michael Rasmussen  | Rabobank          | 69h 52' 14" |
| 2  | Alberto Contador   | Discovery Channel | + 2' 23"    |
| 3  | Cadel Evans        | Predictor-Lotto   | + 4' 00"    |
| 4  | Levi Leipheimer    | Discovery Channel | + 5' 25"    |
| 5  | Carlos Sastre      | Team CSC          | + 6' 46"    |
| 6  | Haimar Zubeldia    | Euskaltel-Euskadi | + 7' 27"    |
| 7  | Kim Kirchen        | T-Mobile Team     | + 8' 25"    |
| 8  | Mikel Astarloza    | Euskaltel-Euskadi | + 9' 21"    |
| 9  | Alejandro Valverde | Caisse d'Epargne  | + 10' 41"   |
| 10 | Jaroszlav Popovics | Discovery Channel | + 12' 29"   |

### 16. szakasz -2007.július 25.-Orthez>Col d'Aubisque, 218,5km
|    | Versenyző          | Csapat               | Idő        |
| -- | ------------------ | -------------------- | ---------- |
| 1  | Michael Rasmussen  | Rabobank             | 6h 23' 21" |
| 2  | Levi Leipheimer    | Discovery Channel    | + 26"      |
| 3  | Alberto Contador   | Discovery Channel    | + 35"      |
| 4  | Cadel Evans        | Predictor-Lotto      | + 43"      |
| 5  | Mauricio Soler     | Barloworld           | + 1' 25"   |
| 6  | Haimar Zubeldia    | Euskaltel-Euskadi    | + 1' 52"   |
| 7  | Juan José Cobo     | Saunier Duval-Prodir | + 1' 54"   |
| 8  | Carlos Sastre      | Team CSC             | + 2' 12"   |
| 9  | Óscar Pereiro      | Caisse d'Epargne     | + 2' 27"   |
| 10 | Alejandro Valverde | Caisse d'Epargne     | + 2' 27"   |

|    | Versenyző          | Csapat            | Idő         |
| -- | ------------------ | ----------------- | ----------- |
| 1  | Michael Rasmussen  | Rabobank          | 76h 15' 15" |
| 2  | Alberto Contador   | Discovery Channel | + 3' 10"    |
| 3  | Cadel Evans        | Predictor-Lotto   | + 5' 03"    |
| 4  | Levi Leipheimer    | Discovery Channel | + 5' 59"    |
| 5  | Carlos Sastre      | Team CSC          | + 9' 12"    |
| 6  | Haimar Zubeldia    | Euskaltel-Euskadi | + 9' 39"    |
| 7  | Alejandro Valverde | Caisse d'Epargne  | + 13' 28"   |
| 8  | Kim Kirchen        | T-Mobile Team     | + 14' 46"   |
| 9  | Jaroszlav Popovics | Discovery Channel | + 16' 00"   |
| 10 | Mauricio Soler     | Barloworld        | + 16' 41"   |

### 17. szakasz -2007.július 26.-Pau>Castelsarrasin, 188,5km
Michael Rasmussent kizárták a doppinggal kapcsolatos szabályok megszegése miatt. A Cofidis csapat visszalépett Cristian Moreni pozitív doppingtesztje miatt.
|    | Versenyző          | Csapat               | Idő        |
| -- | ------------------ | -------------------- | ---------- |
| 1  | Daniele Bennati    | Lampre               | 4h 14' 04" |
| 2  | Markus Fothen      | Gerolsteiner         | s.t.       |
| 3  | Martin Elmiger     | AG2R Prévoyance      | s.t.       |
| 4  | Jens Voigt         | Team CSC             | s.t.       |
| 5  | David Millar       | Saunier Duval-Prodir | + 2' 41"   |
| 6  | Matteo Tosatto     | Quick Step           | + 2' 43"   |
| 7  | Manuel Quinziato   | Liquigas             | + 3' 20"   |
| 8  | Daniele Righi      | Lampre-Fondital      | + 3' 20"   |
| 9  | Tom Boonen         | Quick Step           | + 9' 37"   |
| 10 | Sébastien Chavanel | Française des Jeux   | + 9' 37"   |

|    | Versenyző          | Csapat            | Idő         |
| -- | ------------------ | ----------------- | ----------- |
| 1  | Alberto Contador   | Discovery Channel | 80h 42' 08" |
| 2  | Cadel Evans        | Predictor-Lotto   | + 1' 53"    |
| 3  | Levi Leipheimer    | Discovery Channel | + 2' 49"    |
| 4  | Carlos Sastre      | Team CSC          | + 6' 02"    |
| 5  | Haimar Zubeldia    | Euskaltel-Euskadi | + 6' 29"    |
| 6  | Alejandro Valverde | Caisse d'Epargne  | + 10' 18"   |
| 7  | Kim Kirchen        | T-Mobile Team     | + 11' 36"   |
| 8  | Jaroszlav Popovics | Discovery Channel | + 12' 50"   |
| 9  | Mauricio Soler     | Barloworld        | + 13' 31"   |
| 10 | Mikel Astarloza    | Euskaltel-Euskadi | + 13' 42"   |

### 18. szakasz -2007.július 27.-Cahors>Angoulême, 211km
|    | Versenyző          | Csapat             | Idő        |
| -- | ------------------ | ------------------ | ---------- |
| 1  | Sandy Casar        | Française des Jeux | 5h 13' 31" |
| 2  | Axel Merckx        | T-Mobile Team      | + 1"       |
| 3  | Laurent Lefèvre    | AG2R-Prévoyance    | + 1"       |
| 4  | Michael Boogerd    | Rabobank           | + 1"       |
| 5  | Tom Boonen         | Quick Step         | + 8' 34"   |
| 6  | Robert Hunter      | Barloworld         | + 8' 34"   |
| 7  | Erik Zabel         | Team Milram        | + 8' 34"   |
| 8  | Sébastien Chavanel | Française des Jeux | + 8' 34"   |
| 9  | Bernhard Eisel     | T-Mobile Team      | + 8' 34"   |
| 10 | Thor Hushovd       | Crédit Agricole    | + 8' 34"   |

|    | Versenyző          | Csapat            | Idő         |
| -- | ------------------ | ----------------- | ----------- |
| 1  | Alberto Contador   | Discovery Channel | 86h 04' 16" |
| 2  | Cadel Evans        | Predictor-Lotto   | + 1' 50"    |
| 3  | Levi Leipheimer    | Discovery Channel | + 2' 49"    |
| 4  | Carlos Sastre      | Team CSC          | + 6' 02"    |
| 5  | Haimar Zubeldia    | Euskaltel-Euskadi | + 6' 29"    |
| 6  | Alejandro Valverde | Caisse d'Epargne  | + 10' 18"   |
| 7  | Kim Kirchen        | T-Mobile Team     | + 11' 36"   |
| 8  | Jaroszlav Popovics | Discovery Channel | + 12' 47"   |
| 9  | Mauricio Soler     | Barloworld        | + 13' 31"   |
| 10 | Mikel Astarloza    | Euskaltel-Euskadi | + 13' 42"   |

### 19. szakasz -2007.július 28.-Cognac>Angoulême, 55,5km (egyéni időfutam)
|    | Versenyző          | Csapat            | Idő        |
| -- | ------------------ | ----------------- | ---------- |
| 1  | Levi Leipheimer    | Discovery Channel | 1h 02' 44" |
| 2  | Cadel Evans        | Predictor-Lotto   | + 51"      |
| 3  | Vlagyimir Karpec   | Caisse d'Epargne  | + 1' 56"   |
| 4  | Jaroszlav Popovics | Discovery Channel | + 2' 01"   |
| 5  | Alberto Contador   | Discovery Channel | + 2' 18"   |
| 6  | Iván Gutiérrez     | Caisse d'Epargne  | + 2' 27"   |
| 7  | George Hincapie    | Discovery Channel | + 2' 33"   |
| 8  | Óscar Pereiro      | Caisse d'Epargne  | + 2' 36"   |
| 9  | Leif Hoste         | Predictor-Lotto   | + 2' 48"   |
| 10 | Mikel Astarloza    | Euskaltel-Euskadi | + 2' 50"   |

|    | Versenyző          | Csapat            | Idő         |
| -- | ------------------ | ----------------- | ----------- |
| 1  | Alberto Contador   | Discovery Channel | 87h 09' 18" |
| 2  | Cadel Evans        | Predictor-Lotto   | + 23"       |
| 3  | Levi Leipheimer    | Discovery Channel | + 31"       |
| 4  | Carlos Sastre      | Team CSC          | + 7' 08"    |
| 5  | Haimar Zubeldia    | Euskaltel-Euskadi | + 8' 17"    |
| 6  | Alejandro Valverde | Caisse d'Epargne  | + 11' 37"   |
| 7  | Kim Kirchen        | T-Mobile Team     | + 12' 18"   |
| 8  | Jaroszlav Popovics | Discovery Channel | + 12' 30"   |
| 9  | Mikel Astarloza    | Euskaltel-Euskadi | + 14' 14"   |
| 10 | Óscar Pereiro      | Caisse d'Epargne  | + 14' 25"   |

### 20. szakasz -2007.július 29.-Marcoussis>PárizsChamps-Élysées, 146km
|    | Versenyző          | Csapat               | Idő        |
| -- | ------------------ | -------------------- | ---------- |
| 1  | Daniele Bennati    | Lampre               | 3h 51' 03" |
| 2  | Thor Hushovd       | Crédit Agricole      | s.t.       |
| 3  | Erik Zabel         | Team Milram          | s.t.       |
| 4  | Robert Hunter      | Barloworld           | s.t.       |
| 5  | Tom Boonen         | Quick Step           | s.t.       |
| 6  | Sébastien Chavanel | Française des Jeux   | s.t.       |
| 7  | Fabian Cancellara  | Team CSC             | s.t.       |
| 8  | David Millar       | Saunier Duval-Prodir | s.t.       |
| 9  | Robert Förster     | Team Gerolsteiner    | s.t.       |
| 10 | Manuel Quinziato   | Liquigas             | s.t.       |

|    | Versenyző          | Csapat            | Idő         |
| -- | ------------------ | ----------------- | ----------- |
| 1  | Alberto Contador   | Discovery Channel | 91h 00' 26" |
| 2  | Cadel Evans        | Predictor-Lotto   | + 23"       |
| 3  | Levi Leipheimer    | Discovery Channel | + 31"       |
| 4  | Carlos Sastre      | Team CSC          | + 7' 08"    |
| 5  | Haimar Zubeldia    | Euskaltel-Euskadi | + 8' 17"    |
| 6  | Alejandro Valverde | Caisse d'Epargne  | + 11' 37"   |
| 7  | Kim Kirchen        | T-Mobile Team     | + 12' 18"   |
| 8  | Jaroszlav Popovics | Discovery Channel | + 12' 25"   |
| 9  | Mikel Astarloza    | Euskaltel-Euskadi | + 14' 14"   |
| 10 | Óscar Pereiro      | Caisse d'Epargne  | + 14' 25"   |

## A 2007-es Tour de France összegzése
| Szakasz (nyertese)                       | Összetett verseny Maillot jaune | Pontverseny Maillot verd | Hegyi pontverseny Maillot à pois rouges | Fiatalok versenye Maillot blanc | Csapatverseny                      | Legaktívabb versenyző Prix de combativité |
| ---------------------------------------- | ------------------------------- | ------------------------ | --------------------------------------- | ------------------------------- | ---------------------------------- | ----------------------------------------- |
| Prologue (időfutam) (Fabian Cancellara)  | Fabian Cancellara               | Fabian Cancellara 1      | nem osztanak                            | Vlagyimir Guszev                | Astana                             | nem osztanak                              |
| 1. szakasz (Robbie McEwen)               | Fabian Cancellara               | Robbie McEwen            | David Millar                            | Vlagyimir Guszev                | Astana                             | Stéphane Augé                             |
| 2. szakasz (Gert Steegmans)              | Fabian Cancellara               | Tom Boonen               | David Millar                            | Vlagyimir Guszev                | Astana                             | Marcel Sieberg                            |
| 3. szakasz (Fabian Cancellara)           | Fabian Cancellara               | Tom Boonen               | Stéphane Augé                           | Vlagyimir Guszev                | Astana                             | Mathieu Ladagnous                         |
| 4. szakasz (Thor Hushovd)                | Fabian Cancellara               | Tom Boonen               | Stéphane Augé                           | Vlagyimir Guszev                | Astana                             | Matthieu Sprick                           |
| 5. szakasz (Filippo Pozzato)             | Fabian Cancellara               | Erik Zabel               | Sylvain Chavanel                        | Vlagyimir Guszev                | Team CSC                           | Sylvain Chavanel                          |
| 6. szakasz (Tom Boonen)                  | Fabian Cancellara               | Tom Boonen               | Sylvain Chavanel                        | Vlagyimir Guszev                | Team CSC                           | Bradley Wiggins                           |
| 7. szakasz (Linus Gerdemann)             | Linus Gerdemann                 | Tom Boonen               | Sylvain Chavanel                        | Linus Gerdemann ²               | T-Mobile Team                      | Linus Gerdemann                           |
| 8. szakasz (Michael Rasmussen)           | Michael Rasmussen 5             | Tom Boonen               | Michael Rasmussen ³                     | Linus Gerdemann ²               | Rabobank                           | Michael Rasmussen                         |
| 9. szakasz (Mauricio Soler)              | Michael Rasmussen 5             | Tom Boonen               | Michael Rasmussen ³                     | Alberto Contador                | Caisse d'Epargne                   | Jaroszlav Popovics                        |
| 10. szakasz (Cedric Vasseur)             | Michael Rasmussen 5             | Tom Boonen               | Michael Rasmussen ³                     | Alberto Contador                | Team CSC                           | Patrice Halgand                           |
| 11. szakasz (Robert Hunter)              | Michael Rasmussen 5             | Tom Boonen               | Michael Rasmussen ³                     | Alberto Contador                | Team CSC                           | Benoît Vaugrenard                         |
| 12. szakasz (Tom Boonen)                 | Michael Rasmussen 5             | Tom Boonen               | Michael Rasmussen ³                     | Alberto Contador                | Team CSC                           | Amets Txurruka                            |
| 13. szakasz (időfutam) (Cadel Evans)     | Michael Rasmussen 5             | Tom Boonen               | Michael Rasmussen ³                     | Alberto Contador                | Astana                             | nem osztanak                              |
| 14. szakasz (Alberto Contador)           | Michael Rasmussen 5             | Tom Boonen               | Michael Rasmussen ³                     | Alberto Contador                | Discovery Channel Pro Cycling Team | Antonio Colom                             |
| 15. szakasz (Kim Kirchen) 4              | Michael Rasmussen 5             | Tom Boonen               | Michael Rasmussen ³                     | Alberto Contador                | Astana 4                           | A. Vinokurov 4                            |
| 16. szakasz (Michael Rasmussen) 5        | Michael Rasmussen 5             | Tom Boonen               | Mauricio Soler                          | Alberto Contador                | Discovery Channel Pro Cycling Team | Mauricio Soler                            |
| 17. szakasz (Daniele Bennati)            | Alberto Contador                | Tom Boonen               | Mauricio Soler                          | Alberto Contador                | Discovery Channel Pro Cycling Team | Jens Voigt                                |
| 18. szakasz (Sandy Casar)                | Alberto Contador                | Tom Boonen               | Mauricio Soler                          | Alberto Contador                | Discovery Channel Pro Cycling Team | Sandy Casar                               |
| 19. szakasz (időfutam) (Levi Leipheimer) | Alberto Contador                | Tom Boonen               | Mauricio Soler                          | Alberto Contador                | Discovery Channel Pro Cycling Team | nem osztanak                              |
| 20. szakasz (Daniele Bennati)            | Alberto Contador                | Tom Boonen               | Mauricio Soler                          | Alberto Contador                | Discovery Channel Pro Cycling Team | Freddy Bichot                             |
| Végeredmény                              | Alberto Contador                | Tom Boonen               | Mauricio Soler                          | Alberto Contador                | Discovery Channel Pro Cycling Team | Amets Txurruka                            |

Magyarázat:

1 Az 1. szakaszon Fabian Cancellara - a Prologue győztese - viselte a sárga trikót, a zöld trikó pedig Andreas Klödenen volt.

² A 8. szakaszon Linus Gerdemann - az összetettben vezető - viselte a sárga trikót, a fehér trikót így Mauricio Soler hordta.

³ A 9-16. szakaszokon Michael Rasmussen - az összetett első - viselte a sárga trikót, ezért a pöttyös trikó Mauricio Soleren volt.

4 A 15. szakasz utáni napon, 2007. július 24-én az Astana csapata visszalépett, miután kiderült, hogy Alekszandr Vinokurovon szabálytalan vérátömlesztést hajtottak végre. 2008. április 29-én bejelentették, hogy Vinokourovot kizárták a versenyből, így hivatalosan a második helyezett Kim Kirchen nyerte a szakaszt.

5 2007. július 25-én, miután Rasmussen megnyerte a 16. szakaszt, csapata, a Rabobank eltávolította a versenyről a csapatszabályok megsértése miatt. Ezért a 17. szakaszon senki sem viselte a sárga trikót.

6 A 18-20. szakaszokon Alberto Contador - az összetettben első - viselte a sárga trikót, Mauricio Soler - második a fiatalok versenyében - hordta a pöttyös trikót, mint a Hegyek Királya, így Amets Txurruka viselte a fehér trikót.

## Statisztika

### Statisztika/nemzet
| Ország        | Győzelmek száma | Győztesek                           |
| Belgium       | 3               | Tom Boonen 2,Gert Steegmans 1       |
| Olaszország   | 3               | Daniele Bennati 2,Filippo Pozzato 1 |
| Ausztrália    | 2               | Robbie McEwen 1,Cadel Evans 1       |
| Franciaország | 2               | Cédric Vasseur 1,Sandy Casar 1      |
| Dánia         | 2               | Michael Rasmussen 2                 |
| Svájc         | 2               | Fabian Cancellara 2                 |
| Dél-Afrika    | 1               | Robert Hunter 1                     |
| Kolumbia      | 1               | Mauricio Soler 1                    |
| Luxembourg    | 1               | Kim Kirchen 1                       |
| Németország   | 1               | Linus Gerdemann 1                   |
| Norvégia      | 1               | Thor Hushovd 1                      |
| Spanyolország | 1               | Alberto Contador 1                  |
| USA           | 1               | Levi Leipheimer 1                   |

## Végeredmények

### Az összetett verseny végeredménye
|    | Versenyző            | Csapat                             | Idő          |
| -- | -------------------- | ---------------------------------- | ------------ |
| 1  | Alberto Contador     | Discovery Channel Pro Cycling Team | 90h 00' 21"  |
| 2  | Cadel Evans          | Predictor-Lotto                    | + 23"        |
| 3  | Levi Leipheimer      | Discovery Channel Pro Cycling Team | + 31"        |
| 4  | Carlos Sastre        | Team CSC                           | + 7' 08"     |
| 5  | Haimar Zubeldia      | Euskaltel-Euskadi                  | + 8' 17"     |
| 6  | Alejandro Valverde   | Caisse d'Epargne                   | + 11' 37"    |
| 7  | Kim Kirchen          | T-Mobile Team                      | + 12' 18"    |
| 8  | Jaroszlav Popovics   | Discovery Channel Pro Cycling Team | + 12' 25"    |
| 9  | Mikel Astarloza      | Euskaltel-Euskadi                  | + 14' 14"    |
| 10 | Óscar Pereiro        | Caisse d'Epargne                   | + 14' 25"    |
| 11 | Mauricio Soler       | Barloworld                         | + 16' 51"    |
| 12 | Michael Boogerd      | Rabobank                           | + 21' 15"    |
| 13 | David Arroyo         | Caisse d'Epargne                   | + 21' 49"    |
| 14 | Vlagyimir Karpec     | Caisse d'Epargne                   | + 24' 15"    |
| 15 | Chris Horner         | Predictor-Lotto                    | + 25' 19"    |
| 16 | Iban Mayo            | Saunier Duval-Prodir               | + 27' 09"    |
| 17 | Fränk Schleck        | Team CSC                           | + 31' 48"    |
| 18 | Manuel Beltran       | Liquigas                           | + 34' 14"    |
| 19 | Tadej Valjavec       | Lampre                             | + 37' 08"    |
| 20 | Juan Jose Cobo       | Saunier Duval-Prodir               | + 37' 14"    |
| 21 | Juan Manuel Gárate   | Quick Step-Innergetic              | + 38' 16"    |
| 22 | Iván Gutiérrez       | Caisse d'Epargne                   | + 45' 42"    |
| 23 | Amets Txurruka       | Euskaltel-Euskadi                  | + 49' 34"    |
| 24 | George Hincapie      | Discovery Channel Pro Cycling Team | + 54' 50"    |
| 25 | Christian Vandevelde | Team CSC                           | + 55' 50"    |
| 26 | Dmitrij Fofonov      | Crédit Agricole                    | + 56' 23"    |
| 27 | Stéphane Goubert     | AG2R Prévoyance                    | + 1h 06' 30" |
| 28 | Jens Voigt           | Team CSC                           | + 1h 08' 22" |
| 29 | Patxi Vila           | Lampre-Fondital                    | + 1h 09' 37" |
| 30 | Patrice Halgand      | Crédit Agricole                    | + 1h 12' 45" |

### Pontverseny
A pontverseny vezetője a Tour de France-on a zöld trikót viseli.
|    | Versenyző          | Csapat                             | Pontok |
| -- | ------------------ | ---------------------------------- | ------ |
| 1  | Tom Boonen         | Quick Step                         | 256    |
| 2  | Robert Hunter      | Barloworld                         | 234    |
| 3  | Erik Zabel         | Saunier Duval-Scott                | 232    |
| 4  | Thor Hushovd       | Crédit Agricole                    | 186    |
| 5  | Sébastien Chavanel | Française des Jeux                 | 181    |
| 6  | Daniele Bennati    | Lamper-Fondital                    | 160    |
| 7  | Robert Förster     | Team Gerolsteiner                  | 140    |
| 8  | Fabian Cancellara  | Team CSC                           | 112    |
| 9  | Cadel Evans        | Predictor-Lotto                    | 109    |
| 10 | Alberto Contador   | Discovery Channel Pro Cycling Team | 88     |

### Hegyi pontverseny
A hegyi pontverseny vezetője a Tour de France-on a pöttyös trikót viseli.
|    | Versenyző          | Csapat                             | Pontok |
| -- | ------------------ | ---------------------------------- | ------ |
| 1  | Mauricio Soler     | Barloworld                         | 206    |
| 2  | Alberto Contador   | Discovery Channel Pro Cycling Team | 128    |
| 3  | Jaroszlav Popovics | Discovery Channel Pro Cycling Team | 105    |
| 4  | Cadel Evans        | Predictor-Lotto                    | 92     |
| 5  | Laurent Lefèvre    | Bouygues Télécom                   | 85     |
| 6  | Juan Manuel Gárate | Quick Step-Innergetic              | 77     |
| 7  | Carlos Sastre      | Team CSC                           | 74     |
| 8  | Juan José Cobo     | Saunier Duval-Prodir               | 68     |
| 9  | Levi Leipheimer    | Discovery Channel Pro Cycling Team | 64     |
| 10 | Haimar Zubeldia    | Euskaltel-Euskadi                  | 64     |

### Fiatalok versenye
A 25 év alattiak közül a legjobb a Tour de France-on a fehér trikót viseli.
|    | Versenyző           | Csapat                             | Idő          |
| -- | ------------------- | ---------------------------------- | ------------ |
| 1  | Alberto Contador    | Discovery Channel Pro Cycling Team | 91h 00' 26"  |
| 2  | Mauricio Soler      | Barloworld                         | + 16' 51"    |
| 3  | Amets Txurruka      | Euskaltel-Euskadi                  | + 49' 34"    |
| 4  | Bernhard Kohl       | Team Gerolsteiner                  | + 1h 13' 27" |
| 5  | Kansztancin Szivcov | Barloworld                         | + 1h 15' 16" |
| 6  | Thomas Dekker       | Rabobank                           | + 1h 30' 34" |
| 7  | Linus Gerdemann     | T-Mobile Team                      | + 1h 30' 47" |
| 8  | Vlagyimir Guszev    | Discovery Channel Pro Cycling Team | + 1h 33' 50" |
| 9  | Thomas Lövkvist     | Française des Jeux                 | + 2h 22' 50" |
| 10 | Andrij Grivko       | Team Milram                        | + 2h 41' 41" |

### Csapatverseny
A legjobb csapat tagjai a Tour de France-on sárga rajtszámot viselnek.
|    | Csapat                             | Idő          |
| -- | ---------------------------------- | ------------ |
| 1  | Discovery Channel Pro Cycling Team | 273h 12' 52" |
| 2  | Caisse d'Epargne                   | + 19' 36"    |
| 3  | Team CSC                           | + 22' 10"    |
| 4  | Rabobank                           | + 36' 24"    |
| 5  | Euskaltel-Euskadi                  | + 46' 46"    |
| 6  | Saunier Duval-Prodir               | + 1h 44' 33" |
| 7  | Predictor-Lotto                    | + 1h 50' 21" |
| 8  | Lampre-Fondital                    | + 2h 19' 41" |
| 9  | Crédit Agricole                    | + 2h 25' 44" |
| 10 | AG2R Prévoyance                    | + 2h 26' 08" |